# Maurice FitzGerald, II signore di Offaly
Maurice FitzGerald, II signore di Offaly (Irlanda, 1194 – Irlanda, 20 maggio 1257), fu gran giustiziere d'Irlanda dal 1232 al 1245.
Maurice FitzGerald nacque in Irlanda nel 1194, da Gerald FitzMaurice, I signore di Offaly (1150 circa - 15 gennaio 1204) e da Eve de Bermingham (morta fra il giugno 1223 e l'ottobre 1226).
Quando suo padre morì aveva appena dieci anni e gli succedette nel titolo di signore di Offaly. Fu poi insignito del titolo di cavaliere nel luglio 1217 all'età di ventitré anni.
Nel 1229, fu convocato dal re Enrico III d'Inghilterra perché lo accompagnasse in una spedizione in Guascogna e nel Poitou. Nel 1232 venne nominato gran giustiziere d'Irlanda, carica che mantenne fino al 1245
Fu accusato di aver contribuito alla morte di Riccardo il Maresciallo, III conte di Pembroke, avvenuta nel 1234: si era infatti trovato a fronteggiarne l'esercito ai primi di aprile in seguito ad una disputa del conte con il re e lo aveva ferito in battaglia e catturato. Riccardo il Maresciallo morì in prigionia il 16 aprile.
Nel febbraio del 1235 fu criticato dal re per i modi aspri e privi di mezze misure che usava nell'esercitare il proprio mandato. Negli anni successivi mandò molte volte il proprio esercito contro i clan irlandesi ribelli e uccise numerosi nobili.
Nel 1245 fu costretto a rassegnare le dimissioni dopo aver risposto tardivamente ad una lettera del re che gli intimava di spedirgli un contingente militare in Galles. Passò gli anni del suo ritiro ricoprendo altri incarichi e fondò anche due conventi, uno per i francescani e uno per i domenicani.
Nel 1257 Maurice ed il suo esercito normanno si scontrarono contro gli uomini di Godfrey O'Donnel in un'aspra battaglia nel nord dell'Irlanda: entrambi furono gravemente feriti in combattimento e Maurice morì nel convento di Youghal per le lesioni riportate il 20 maggio.
In una data non registrata Maurice FitzGerald sposò Joanna de Genneville dalla quale ebbe quattro figli:
- Gerald FitzMaurice FitzGerald, (morto nel 1243)
- Maurice FitzGerald, III signore di Offaly (1238 - prima del 10 novembre 1286)
- David FitzMaurice FitzGerald
- Thomas FitzMaurice FitzGerald (Lough Mask 1271), suo figlio fu John FitzGerald, I conte di Kildare e IV signore di Offaly.